# Эмийи
Эмийи́ (фр. Hémilly) — коммуна во французском департаменте Мозель региона Лотарингия. Относится к кантону Фолькемон.	

## География
Эмийи расположен в 25 км к востоку от Меца. Соседние коммуны: Равиль и Фулиньи на севере, Генгланж на северо-востоке, Флетранж, Эльванж и Креанж на востоке, Шанвиль на юго-западе, Виллер-Стонкур на западе, Сервиньи-ла-Равиль на северо-западе.

## История
- В 1871 году Эмийи по франкфуртскому договору отошёл к Германской империи и получил германизированное название Hemelich. В 1918 году после поражения Германии в Первой мировой войне вновь вошёл в состав Франции в департамент Мозель.

## Демография
По переписи 2008 года в коммуне проживало 146 человек.	

## Достопримечательности
- Следы галло-романской культуры.
- Церковь Сент-Юбер, в неоготическом стиле, 1878 года.